# 星野敦
星野 敦（ほしの あつし、Atsushi Hoshino、1953年6月7日 -）は日本の彫刻家・芸術家。

## 経歴
日蓮宗の総本山、山梨県身延山久遠寺御用達仏師 である、五代目池上秀昇（星野忠雄）の三男として、1953年（昭和28年）6月7日、山梨県甲府市に生まれる。幼少時より木彫り・極彩色・漆・金箔などの技術を父より学ぶ。山梨県立甲府南高等学校卒業。
彫刻の素材はブロンズに留まらず、鉄やコールテン鋼、自然木、ガラスなど多様であり、素材に捕らわれない。
30代半ばから、炸裂する情熱やエネルギーを表現した「情熱発電所」(名前の由来は西武百貨店キャッチコピー 1985 糸井重里)シリーズの制作を開始し、ドローイング、他芸術とのコラボレーションによるパフォーミングアート、即興芸術の活動も行い、「エネルギーの塊と炸裂する情熱」と評される作品だけではなく、パブリックコレクションには癒しを表現した「ヒューマン」シリーズの作品も多い。漆や蒔絵を施した彫刻、レリーフ、ドローイング、絵画、版画、モザイク、絵皿なども手がけ、近年、山梨県産の素材にこだわった作品も発表している。
また、創作活動だけでなく「情熱発電所と造形の秘密」「造形のおもしろさ」などをテーマにした講演活動も行っている。

## 主な活動
- 1995年

第18回「日・独金属造形作家展」に招待される。（ドイツ文化会館）
「情熱発電所-107」が国際連合に所蔵され国際連合大学に設置される。
- 1997年

都営地下鉄大江戸線新宿駅に20メートルの壁画レリーフを設置
京王相模原線多摩境駅にモニュメント「地球断面－森のスポット－」を設置
- 1998年

制作活動を追ったドキュメンタリー『情熱発電所』（テレビ朝日映像制作・東京都現代美術館所蔵）が一般公開される。
「山梨の現代作家達展」出展（山梨県立美術館）
- 2000年 第4回「国際野外金属彫刻大会」に招待制作・高さ7メートルの作品を設置（ドイツ、アイゼンヒュッテンシュタット市）
- 2005年 2005年日本国際博覧会（愛知万博）において、ヴァイオリニスト佐藤陽子とライブパフォーマンス
- 2007年 第1回アジア・アート・フェスティバルに 「出展」、中国古筝の姜小青とライブパフォーマンス（横浜赤レンガ倉庫）
- 2009年 アトリエを山梨県富士吉田市に新設、38年ぶりに活動拠点を故郷山梨とする。

## 個展
- TEPCO銀座館プラスマイナスギャラリー（1989年）
- ホンダウエルカムプラザ青山（1989年）
- 電通アドギャラリー（1989年、築地）
- アトリエ西宮（1992年、兵庫県）
- 三越（1993年、新宿）
- 光と緑の美術館（1997年、神奈川）

## 受賞歴
- 1987年 第61回 「国展」 Ｉ氏賞受賞
- 1988年 第2回「ロダン大賞展」 秀作展入選 （箱根彫刻の森美術館）
- 1992年 第5回「山梨県新人選抜展」 大賞受賞 （山梨県立美術館）

## 作品集
- 『星野敦 情熱発電所』鈴木正彦監修（美術評論家連盟会長本間正義寄稿） 1997年、光と緑の美術館刊。